# 原エラム

エラムの位置

原エラム期（げんエラムき、英: Proto-Elamite period）とは、スーサ（後にエラムの首都となる）がイラン高原の文化から影響を受け始めた、紀元前3200年から紀元前2700年までの時代である。考古学の用語では、これはBanesh期後期に相当する。この文明はイラン最古であると認識されており、およそ紀元前3500年に始まった世界最古のシュメール文明と隣接し、ほとんど同時期に始まった。
原エラム文字（げんエラムもじ、英: Proto-Elamite script）は、エラム語楔形文字（英: Elamite cuneiform）の採用以前に古代エラム語を表記するため一時的に使われた、青銅器時代前期の文字体系である。

## 概要

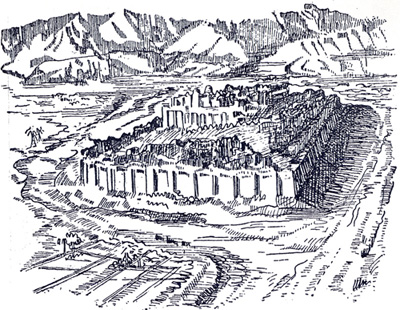
テペ・シアルクはイランに残る原エラムの遺跡の1つ。遺跡の年代は早ければ紀元前6千年紀にまでさかのぼる。

テペ・シアルクは重要な原エラムの遺跡であり、唯一現存する原エラムのジッグラトがまだ見られる。スーサで発見された、未解読の原エラム文字で書かれた文章はこの時代のものであると年代測定された。多くの文化的な類似点（ジッグラトの建築など）と、原エラム期からそれ以後のエラム時代までの間に大規模な移住が起きていなかったと思われることから、原エラム人は実際にはエラム人（エラム語話者）であると考えられている。しかしそれらの文字は未解読であるため、この理論も不確実なままである。
ジョン・オールデンなど幾人かの人類学者は、原エラムの影響は紀元前4千年紀に急速に成長し、数世紀後のペルシア湾での海上貿易の確立とともに、同じくらい急速に減少していったという説を主張し続けている。
紀元前5千年紀後半まで年代をさかのぼる原エラムの土器がシアルクで発見されている。シアルクではイランで最初の書き言葉である原エラム文字がこの年代のタブレット上に発見されている。最初の円筒印章も、原エラム期に発見されたものである。

## 原エラム文字

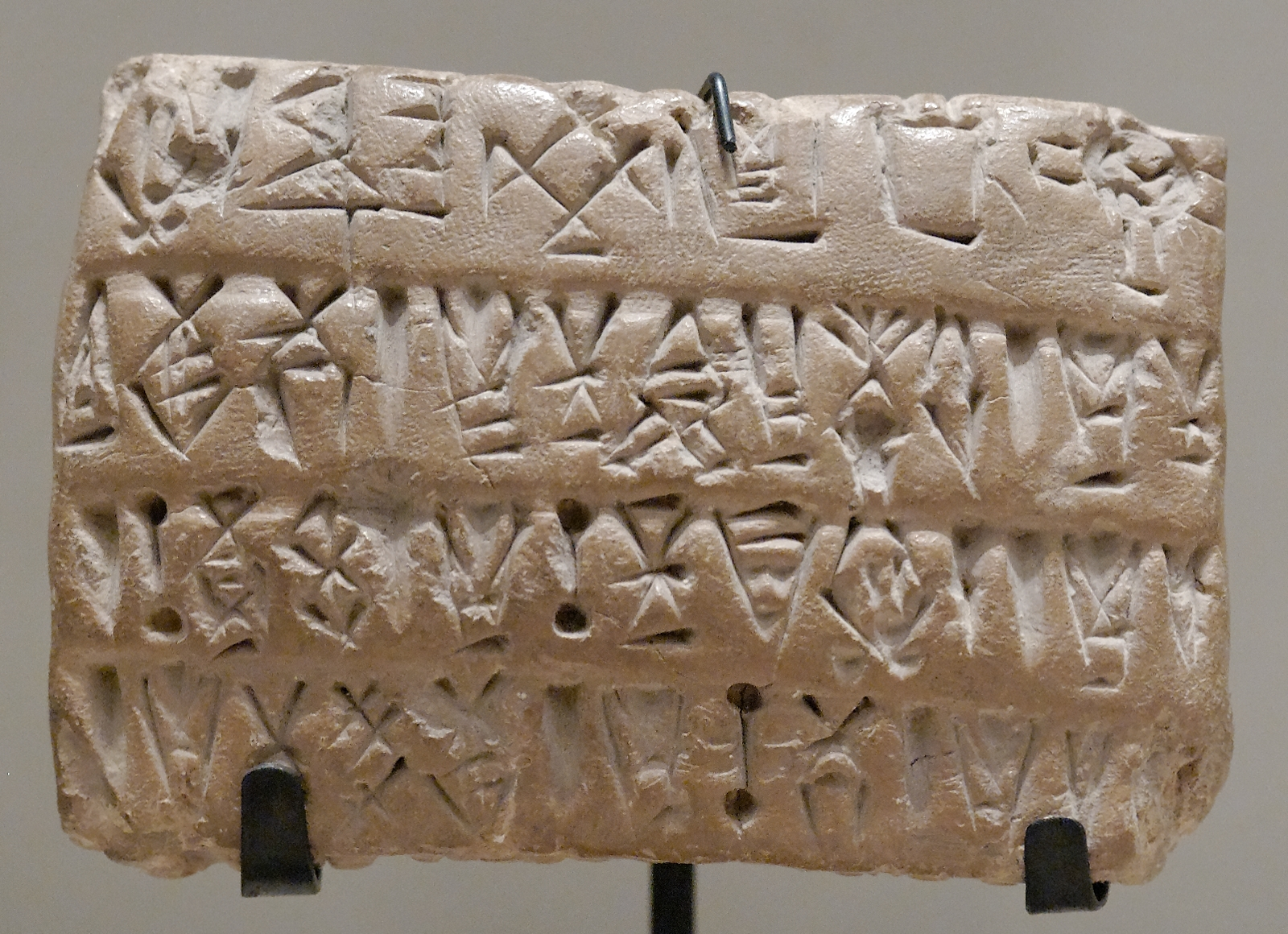
スーサで出土したウルク期の粘土

最初のイラン固有の文字体系は原エラム文字と呼ばれており、長く（仮説上の）固有の文字体系であるエラム文字の前身であると考えられていた。原エラム文字はエラム線文字（英: Linear Elamite）と同様、大部分が未解読である。現時点では、2つの文字体系の間に関係があると仮定することは意味のない憶測である。
少数の原エラム記号は明らかに少し古いメソポタミアの原楔形文字（ウルク期後期）のタブレットからの借用であるか、もしくはおそらく共通の起源を持っている。原楔形文字は視覚的な階層で書かれるが、原エラム文字は行内スタイルで書かれる。物体の後に続く数値記号はその数を表し、いくつかの非数字記号はその記号が表現する物体をかたどったものであるが、大多数は抽象的である。
原エラム文字は紀元前3000年頃（おそらくメソポタミアのウルク3期もしくはジェムデト・ナスル期と同時期）一時的に使われた。一方、エラム線文字は同様に紀元前3千年紀の最後の4半千年紀に、一時的に使われていた時期があったことが証明された。
原エラム文字が使われていた地理的な範囲は非常に広く、西のスーサから、東のテペ・ヤハヤーまで、そしておそらくそれ以上に延びていた。原エラム文字はインダス文字に非常によく似ているとされてきた。

### 銘文のコーパス
知られている銘文のコーパス（言語資料）は大部分がスーサから出土したおよそ1,600のタブレットからなる。
原エラム文字のタブレットは以下の遺跡で発見されてきた（回収されたタブレット数の順）：
- スーサ（1,500タブレット以上）
- マルヤーン（30タブレット以上）
- テペ・ヤハヤー（英語版）（27タブレット）
- テペ・シアルク（22タブレット）
- Ozbaki（1タブレット）
- Shahr-i-Shokhta（1タブレット）

原エラムであると確認された文字が刻まれている物品は、Ghazir、チョガ・ミシュもしくはヒッサールからは見つかっていない。Ghazirとチョガ・ミシュからのタブレットはUruk IVスタイルであるか数値のタブレットである。一方、ヒッサールの物品は現時点では分類不可能である。厳密に言えば多くのシアルクのタブレットも原エラムではないが、メソポタミアとイランの間で密接な接触を持つ期間に所属し、おそらくUruk V - IVに相当する。

### 解読の試み
原エラム文字は未解読のままであるが、多くの文章の内容は判明している。これが可能なのは、特定の記号、とくに数値記号の大部分が、隣接するメソポタミアの文字体系である原楔形文字から直接借用しているためである。加えて、いくつもの原エラム文字の記号はそれが表現する事物の実際の形をかたどっている。しかしながら、大部分の原エラム文字の記号は抽象的で、その意味は注意深いgraphotacticalな解析によってしか解読できない。
エラム語は原エラム銘文が表記している言語のありそうな候補として提案されているが、これに対する積極的証拠はない。最初期の原エラム銘文は純粋な表意文字で、いかなる言語情報も含んでおらず、Fribergによる1978-1979年の古代近東の計測学の研究以降は、解読の試みは言語学的手法から離れた。